# Marc Biboulet
Pas d'image ? Cliquez ici

a Compétitions nationales et continentales officielles uniquement.

Marc Biboulet, né le 29 juillet 1972 à Toulouse (Haute-Garonne), est un joueur français de rugby à XV évoluant au poste d'ailier.

## Biographie
Marc Biboulet naît le 29 juillet 1972 à Toulouse. Il commence sa carrière au Stade toulousain puis il quitte ensuite le club toulousain en 1996 pour l'US Colomiers où il se fait rapidement une place de titulaire à l'aile.
Le 1er février 1998, il remporte le challenge européen en participant à la victoire des columérins 43 à 5 contre le SU Agen[réf. nécessaire].
Le 30 janvier 1999, il joue avec l'US Colomiers la finale de la Coupe d'Europe au Lansdowne Road de Dublin face à l'Ulster mais les Columérins s'inclinent 21 à 6 face aux Irlandais[réf. nécessaire].
En 2000, il signe au Castres olympique avec lequel il reste deux saisons, puis il joue ensuite à UA Gaillac.

## Palmarès
- Vainqueur du Challenge européen en 1998 avec l'US Colomiers.
- Finaliste de la Coupe d'Europe en 1999 avec l'US Colomiers.
- Finaliste du Championnat de France en 2000 avec l'US Colomiers.